# 타라 수타리아
타라 수타리아(힌디어: तारा सुतारिया, 영어: Tara Sutaria, 1995년 11월 19일 ~ )는 인도의 배우, 가수이다.

## 같이 보기
- 인도 영화 배우 목록